# سید حسین دهدشتی
سید حسین دهدشتی (زادهٔ ۱۳ فروردین ۱۳۴۶ در آبادان) سیاست‌مدار، مدرس دانشگاه و مدیر ارشد اجرایی ایرانی که در سال 1403 قائم مقام وزیر جهاد کشاورزی در امور مجلس می باشد و پیش تر با حکم محمد جواد آذری جهرمی معاون امور دولت و مجلس استان‌های وزارت ارتباطات و فناوری اطلاعات ایران بود و سابقه مدیر کل دفتر برنامه‌ریزی و هماهنگی روابط دولت و مجلس در دولت حسن روحانی را نیز دارد. وی سابقه نمایندگی حوزهٔ انتخابیهٔ آبادان در دورهٔ هشتم و دورهٔ نهم مجلس شورای اسلامی را داشت.

## زندگی‌نامه
فرزند سید محمد کاظم دهدشتی
دارای مدرک تحصیلی فوق دیپلم علوم آزمایشگاهی
دارای مدرک دکتری پزشکی از دانشگاه علوم پزشکی اهواز
حضور در جبهه‌های دفاع مقدس
مؤسس شاخه پزشکی جهاد دانشگاهی ۱۳۷۲
معاون درمان شبکه بهداشت و درمان آبادان ۱۳۸۰
نماینده وزیر بهداشت و درمان در کمیسیون ماده ۱۱
ریاست دانشگاه پیام نور آبادان ۱۳۸۲
کاندیدای مستقل هفتمین دوره انتخابات مجلس ۱۳۸۲
رئیس دانشکده پرستاری و مامایی آبادان ۱۳۸۳
مدیر نیروی انسانی دانشگاه علوم پزشکی جندی شاپور اهواز۱۳۸۴
رئیس واحد بین‌الملل دانشگاه علوم پزشکی جندی شاپور ۱۳۸۵
نماینده دوره هشتم و نهم مردم آبادان و اروندکنار در مجلس شورای اسلامی
نایب رئیس کمیسیون انرژی مجلس شورای اسلامی (یک دوره)
دبیر کمیسیون انرژی مجلس شورای اسلامی (یک دوره)
رئیس فراکسیون دریایی مجلس شورای اسلامی
رئیس مجمع نمایندگان خوزستان در مجلس شورای اسلامی
عضو هیئت رئیسه فراکسیون صادرات غیرنفتی
رئیس کمیته ویژه پیگیری پروند بزرگترین بدهکار نفتی (بابک زنجانی)
نایب رئیس هیئت تحقیق و تفحص از سازمان تأمین اجتماعی کشور
رئیس کمیته تحقیق و تفحص ار شرکت‌های سرمایه‌گذاری تأمین اجتماعی (شستا)
عضو فعال طراحان سؤال از رئیس‌جمهور دولت دهم (طرح سؤال از احمدی‌نژاد)
رئیس کمیته ویژه پیگیری پرونده دکل‌های گمشده شرکت تأسیسات دریایی
پیگیر و تصویب کمیته تحقیق و تفحص از سازمان محیط زیست کشور
رئیس هیئت تحقیق و تفحص ار سازمان منطقه آزاد اروند
پیگیر تصویب طرح تحقیق و تفحص از صندوق بازنشستگی وزارت نفت
مدیرکل دفتر برنامه ریزی و هماهنگی روابط دولت و مجلس شورای اسلامی
معاون امور دولت، مجلس و استان های وزارت ارتباطات و فناوری اطلاعات
قائم مقام وزیر جهاد کشاورزی در امور مجلس شورای اسلامی
بایگانی‌شده  در ۱۶ ژانویه ۲۰۲۱ توسط Wayback Machine

## فعالیت در زمینه مبارزه با فساد اقتصادی
دهدشتی عضو کمیته سه‌نفره پیگیری پرونده بابک زنجانی بود و در کمیته تفحص از تامین‌اجتماعی نیز پیگیر مسایل سعید مرتضوی بوده

### خلاصه ای از نطق ۲۲ آذر 1394[۶]
پرونده‌های عدیده ای مانند اختلاس سه هزار میلیاردی، دکل‌های گم شده و آهن‌پاره، بابک زنجانی و تخلفات فراوان سعید مرتضوی در تأمین اجتماعی. متهمانی که به راحتی در دادگاه نقش شاکی را بازی کرده و از جمهوری اسلامی طلبکار هم می‌شوند.
آقایان مسوول! آقای خاوری هم قبل از خروج از کشور، محاسن داشت، چفیه برگردن می‌انداخت و در راهپیمایی‌ها شرکت می‌کرد و ارزشی می‌نمود. همین ظاهرپسندی‌ها موجب هدر رفتن هزاران میلیارد از سرمایه‌های کشور شد.
بنده به عنوان مسوول پرونده شستا در تحقیق و تفحص تأمین اجتماعی، به شدّت به این رویه اعتراض دارم. حجم فساد در این پرونده به قدری گسترده است که پس از دو سال هیچ تناسبی دربرخورد قوهٔ قضاییه با ایشان نمی‌بینم. همین‌جا از مسوولین رده بالای قوه قضاییه می‌خواهم با توجه به فساد گسترده و قانون گریزی‌های این شخص، عملکرد ایشان در مناصب قبلی را بازبینی نمایند.
مرتضوی رئیس ستاد مبارزه با قاچاق کالا و ارز بوده. ایشان در این مملکت متأسفانه قاضی بوده! شایسته است قوه قضاییه احکامی را که ایشان در زمان قضاوت خود صادر کرده‌اند، مانند توقیف فله ای بیش از صد و بیست نشریه و بیکار شدن عدهٔ زیادی از روزنامه نگاران را، مورد بررسی مجدد قرار دهد تا خدای ناکرده حقی زایل نشده باشد.
این همان کجروی‌هایی است که در حال تبدیل به هنجار است. عدم برنامه‌ریزی و نظارت صحیح و اقداماتی مانند تعطیل کردن سازمان برنامه و بودجه توسط دولت قبل، زمینه ساز گسترش فساد سیاسی و اقتصادی است چرا که در عدم وجود برنامه شفاف است که ابزار نظارت کم اثر می‌شود…

### خلاصهٔ نطق ۲۸ اردیبهشت 1395[۷]
"نام بردن از سید محمد خاتمی در مجلس شورای اسلامی"
به عنوان نماینده مردم نمی‌دانم حکم ممنوع‌التصویری از کجا آمده است
نخست‌وزیر رژیم صهیونیستی را در صداوسیما نمایش می‌دهند، تصویر رئیس‌جمهور اسبق را نه
خنده دار نیست اگر من الان بگویم سید محمد خاتمی، فردا خبرنگار جرات نکند اسم ایشان را بیاورد و بنویسد دهدشتی گفت: رئیس دولت اصلاحات!؟
برای تحقیق در مورد تخلفات مرتضوی تهدید شدیم
چرا پرونده‌های آقای احمدی‌نژاد سال‌هاست در مرحله تحقیق و بررسی مانده است
پرونده تحقیق و تفحص از منطقه آزاد اروند بازی فرسایشی شده‌است
خاطره سکه‌های کثیف منطقه اروند به صداوسیما را فراموش نکرده‌ایم

## نامه بهسید حسن نصرالله[۱۰]
سیدحسن نصرالله، در مراسم هفتم شهید سیدمصطفی بدرالدین گفته بود: عده‌ای گفتند چرا حزب‌الله در مورد شهادت سید بدرالدین اسرائیل را متهم نکرد. ما در جنگ روانی دروغ نمی‌گوییم.
دهدشتی در هفته آخر کاری مجلس نهم در نطقی به موضوع تقوای سیاسی و رعایت آن در منازعات سیاسی بین گروه‌های سیاسی پرداخته بود که مورد انتقاد شدید نمایندگان موسوم به جبهه پایداری قرار گرفت و سخنان سید حسن نصرالله در خصوص شهید بدرالدین موجب نوشتن نامه سرگشاده و تمجید وی شد.